# Géant du Manio
Pour les articles homonymes, voir Manio.
Le géant du Manio est un menhir de Carnac, dans le Morbihan en France.

## Historique
Le menhir est classé au titre des monuments historiques en 1900. Il a été redressé par Zacharie Le Rouzic au début du XXe siècle.

## Description
Le menhir est situé au nord de l'alignement du Manio, à environ 50 m au sud du quadrilatère du Manio. Il est constitué d'un bloc de granite. Avec ses 6,5 m de hauteur, c'est le plus grand menhir de Carnac.
Il doit son nom à sa forme qui rappelle celle d'une tête et cette forme a laissé supposer qu'il a pu être un peu plus grand mais avoir été brisé par la foudre, les morceaux qui en seraient tombés ayant entre-temps été réutilisés.